# Bill Withers
William Harrison Withers Jr. (4 tháng 7 năm 1938 - 30 tháng 3 năm 2020) là một ca sĩ kiêm nhạc sĩ người Mỹ đã biểu diễn và thu âm từ năm 1970 đến năm 1985. Ông đã thu âm một số bản hit lớn, bao gồm "Lean on Me", "Ain't No Sunshine", "Use Me", "Just the Two of Us", "Lovely Day" và "Grandma's Hands". Withers đã giành được ba giải Grammy và được đề cử thêm bốn giải. Cuộc đời ông là chủ đề của bộ phim tài liệu năm 2009 Still Bill. Ông được giới thiệu vào Đại sảnh vinh danh Rock and Roll năm 2015.

## Tuổi thơ
Bill Withers được sinh ra tại thị trấn khai thác than nhỏ Slab Fork, West Virginia. Ông sinh ra đã có tật nói lắp và nói rằng mình đã có một thời gian khó khăn để hòa nhập. Lớn lên ở Beckley gần đó, ông 13 tuổi khi cha mình qua đời. Withers gia nhập Hải quân Hoa Kỳ năm 18 tuổi và phục vụ trong chín năm, trong thời gian đó, ông đã vượt qua sự nói lắp của mình và bắt đầu thích hát và viết các bài hát.
Ông rời Hải quân năm 1965. Sử dụng 250 đô la mà ông nhận được từ việc bán đồ nội thất của mình cho đồng nghiệp Ron Sierra của IBM, ông chuyển đến Los Angeles vào năm 1967 để bắt đầu sự nghiệp âm nhạc. Withers làm việc như một nhà lắp ráp cho một số công ty khác nhau, bao gồm Douglas Airplane Corporation, trong khi ghi lại các đoạn băng demo bằng tiền riêng của mình, mua sắm và biểu diễn trong các câu lạc bộ vào ban đêm. Khi Withers ra mắt với bài hát "Ain't No Sunshine", ông đã từ chối từ bỏ công việc của mình vì tin rằng kinh doanh âm nhạc là một ngành công nghiệp hay thay đổi.

## Sự nghiệp

### Sussex Records
Trong thời gian đầu những năm 1970, băng nhạc demo của Withers đã được đón nhận một cách thuận lợi bởi Clarence Avant, chủ sở hữu của Sussex Records. Avant đã ký hợp đồng với Withers cho một hợp đồng thu âm và giao cho cựu nhân viên Stax Records Booker T. Jones sản xuất album đầu tiên của Withers. Bốn buổi ghi âm kéo dài ba giờ đã được lên kế hoạch cho album, nhưng kinh phí khiến album được ghi lại trong ba phiên với thời gian nghỉ sáu tháng giữa phiên thứ hai và phiên cuối cùng. Just as I Am được phát hành năm 1971 với các bài hát, " Ain't No Sunshine " và "Grandma's Hands" dưới dạng đĩa đơn. Album có Stephen Stills chơi guitar chính. Trên bìa album, Withers được chụp khi đang làm việc tại Weber Airplane ở Burbank, California, khi đang cầm hộp cơm trưa.
Album đã thành công và Withers bắt đầu chuyến lưu diễn với một ban nhạc được tập hợp từ các thành viên của ban nhạc Nhịp điệu đường 103 của Watts: tay trống James Gadson, tay guitar Benorce Blackmon, keyboard keyboard Ray Jackson và bassist Melvin Dunlap.
Tại lễ trao giải Grammy thường niên lần thứ 14, vào thứ ba, ngày 14 tháng 3 năm 1972, Withers đã giành được giải Grammy cho Bài hát R & B hay nhất cho "Ain't No Sunshine". Ca khúc đã bán được hơn một triệu bản và được RIAA trao tặng một đĩa vàng vào tháng 9 năm 1971.
Trong thời gian gián đoạn từ chuyến lưu diễn, Withers đã thu âm album thứ hai của mình, Still Bill. Đĩa đơn, "Lean on Me" đã lên vị trí số một vào ngày 8/7/1972. Đó là đĩa vàng thứ hai của Withers với doanh số được xác nhận vượt quá ba triệu. Đĩa đơn tiếp theo, "Use Me" phát hành vào tháng 8 năm 1972, trở thành đĩa thứ ba bán được trên 1 triệu bản của ông, với giải thưởng đĩa vàng RIAA diễn ra vào ngày 12 tháng 10 năm 1972. Buổi biểu diễn của ông tại Carnegie Hall vào ngày 6 tháng 10 năm 1972, đã được ghi lại và phát hành dưới dạng album trực tiếp Bill Withers, Live at Carnegie Hall vào ngày 30/11/1972. Năm 1974, Withers đã thu âm album + 'Justments. Do tranh chấp pháp lý với công ty Sussex, Withers đã không thể ghi âm một thời gian sau đó.